# 신비아파트 특별판: 조선퇴마실록
《신비아파트 특별판: 조선퇴마실록》은 2023년 7월 14일에 티빙에서 독점 공개된 신비아파트 시리즈의 2번째 OVA이다.

## 주요 등장인물
- 신비
- 최강림
- 구하리
- 구두리
- 금비

## 성우진
- 김영은: 구하리, 효원공주
- 김채하: 구두리
- 조현정: 신비
- 양정화: 금비
- 신용우: 최강림
- 방연지: 담이
- 장광: 순훤왕
- 손종환: 좌의정
- 김정훈: 금돼지
- 김기흥: 현귀, 평안대감
- 남도형: 주운, 조선의 인형술사
- 유혜지: 관광안내원, 궁녀, 평안대감집 아이
- 박이서: 궁녀, 중전, 하녀 2, 평안대감집 아이
- 채림: 어린 주운, 궁녀, 하녀 1, 평안대감집 아이
- 이달래: 붉은 각귀, 궁녀, 평안대감집 아이, 입질생이
- 김동현: 현랑, 호위무사, 평안대감집 사람, 조선 각귀 2, 거인 각귀 2, 신하 2
- 황동현: 상인 1, 호위무사, 평안대감집 사람, 조선 각귀 1, 거인 각귀 1, 신하 1
- 김윤기: 수룡, 호위무사, 조선 각귀 3, 거인 각귀 3, 가짜 주운, 신하 3, 간수 1
- 이우리: 상인 2, 호위무사, 평안대감집 사람, 조선 각귀 4, 거인 각귀 4, 신하 4, 내관, 간수 2